# Théorie d'expiation de la rançon
La théorie d'expiation de la rançon, quelquefois appelée la théorie classique de l'expiation, est une des doctrines de la théologie chrétienne liée à la signification et à l'effet de la mort de Jésus-Christ. Elle correspond à la première théorie majeure de l'expiation et trouve son origine dans l'Église primitive, notamment dans l'œuvre d'Origène. Cette théorie enseigne que la mort du Christ fut une rançon, payée à Satan, pour le contentement de sa juste revendication sur les âmes de l'humanité à la suite du péché. 
Le philosophe chrétien Robin Collins (en) la résume de cette façon : 
« Par essence, cette théorie prétendait qu'Adam et Ève avaient vendu l'humanité au diable au temps de la Chute ; d'où le fait que la justice ait exigé que Dieu paye au diable une rançon pour nous libérer des griffes du diable. Dieu cependant, a contourné le diable en acceptant la mort du Christ comme rançon, le diable n'ayant pas réalisé que le Christ ne pouvait être retenu par le joug de la mort. Une fois que le diable a accepté la mort du Christ en tant que rançon, conclut cette théorie, la justice fut satisfaite et Dieu fut en mesure de nous libérer de l'emprise de Satan. »
Racheter et payer une rançon pour les prisonniers de guerre réduits en esclavage constituaient des pratiques communes à l'époque. La théorie est aussi basée sur certains passages de la Bible comme Marc 10:45 : « Car le Fils de l'homme n'est pas venu pour se faire servir, mais pour servir lui-même et donner sa vie en rançon pour beaucoup », et 1 Timothée 2:5-6 : « En effet, il y a un seul Dieu, et de même aussi un seul médiateur entre Dieu et les hommes, un homme : Jésus-Christ. Il a offert sa vie en rançon pour tous. Tel est le témoignage qui a été rendu au moment voulu ».
Saint Anselme, l'archevêque de Cantorbéry du XIe siècle, s'est opposé à la théorie de la rançon en indiquant que Satan, étant lui-même rebelle et hors-la-loi, n'a jamais pu exercer de façon justifiée une quelconque revendication envers les hommes. La Catholic Encyclopedia assure que l'idée selon laquelle Dieu doit payer au diable une rançon est « sans aucun doute surprenante, sinon révoltante, ». Le philosophe et théologien Keith Ward, parmi d'autres, a souligné que selon la théorie de la rançon, non seulement Dieu est un débiteur mais aussi un tricheur puisqu'il a seulement fait semblant de payer la dette. 
D'autres, comme le théologien et évêque Gustaf Aulén, ont suggéré que la signification de la théorie de la rançon ne devrait pas être comprise en termes d'échange commercial (qui est payé), mais plutôt comme une libération des êtres humains de l'esclavage du péché et de la mort. L'ouvrage d'Aulén, Christus Victor (en), affirme que la conception de l'Église primitive a été décrite de façon erronée, et propose une théorie de la rançon réévaluée au rang d'alternative supérieure à la théorie de la satisfaction.
Saint Anselme lui-même s'est par la suite mis à développer la théorie de la satisfaction. 
Aujourd'hui, la théorie de la rançon n'est pas répandue en Occident, sauf dans certaines Églises anabaptistes pacifistes et chez quelques théologiens du mouvement de la Parole de Foi. 

## Tentatives d'explication de la rançon
Comment fonctionne la rançon sur le site baruq.uk
 Jésus est-il mort pour nos péchés?